# 강정구 (사회학자)
강정구(姜禎求, 1945년 3월 18일~)는 대한민국의 사회학자이다. 동국대학교 사회학과 교수를 역임하였다. 후학을 양성하면서 통일 운동에도 참여하였다.

## 학력
- 부산고등학교 동문
- 서울대학교 사회학과 학사 학위
- 템플대학교 대학원 사회학 석사
- 위스콘신대학교 메디슨캠퍼스 대학원 사회학 석사 학위
- 위스콘신대학교 메디슨캠퍼스 대학원 사회학 박사 학위

## 경력
- 1988년 ~ 2010년:동국대학교 사회과학대학 사회학과 교수
- 한국산업사회연구회 회장
- 자주평화통일민족회의 공동의장
- 베트남진실위원회 대표
- 평화와 통일을 여는 사람들 지도위원
- 민주화를 위한 전국교수협의회 서울지회장

## 생애
부산고등학교를 졸업한 후 서울대학교 문리과대학 사회학과에 진학하였고, 서울대학교 문리과대학 사회학과를 졸업하였다. 이후 무역회사에서 10여 년을 일하다, 아내가 공부하고 있던 미국으로 유학을 갔다. 미국 템플대학교대학원에서 사회학 석사학위를 받았다. 그 뒤 위스콘신 매디슨 대학교에서 사회학 석사와 박사학위를 취득하였다. 그의 박사학위논문은 번역되어 '좌절된 사회 혁명: 미 점령하의 남한, 필리핀과 북한 비교연구'(1989, 열음사)라는 책으로 출간되기도 했다. 귀국 후인 1988년부터 동국대학교 사회학과 교수로 재직했고, 2010년 '나의 삶 나의 학문 - 냉전 성역 허물기와 평화통일만들기'란 주제의 고별 강연을 끝으로 교수직에서 정년퇴임하였다.
1990년대에도 동국대학교 사회과학대학원 사회학과 교수로 활동했다.
사회단체 활동으로는 1998년‘자주평화통일민족회의’ 공동의장에 피선되었고, 1999년부터 ‘베트남진실위원회’ 공동대표로 재직하고 있으며 ‘평화와통일을여는사람들’의 지도위원, 민주화를위한전국교수협의회의 서울지회장,민가협 양심수후원회 감사등을 역임하였다. 현 평통사 부설 평화통일연구소 소장으로, 한반도 평화협정(안)을 여러 연구자들과 함께 만들었다

### 대외활동

#### 김대중 정부·노무현 정부시절
2001년 8월 17일 8·15 축전 때 만경대에 들러 방명록에 '만경대 정신 이어받아 통일 위업 이룩하자.'라고 써 친북 논란을 불러 일으켰다. 그 방명록으로 말미암아 그는 국가보안법상의 찬양고무죄에 저촉돼 구속 기소되었다가 보석으로 풀려났다.
2005년 7월 27일 그는 데일리서프라이즈에 기고한 〈맥아더를 알기나 하나요〉라는 글에서
6·25전쟁은 통일전쟁이면서 동시에 내전이었다(물론 외세에 기인한 내전). 곧 당시 외국군이 한반도에 없었기에 집안싸움이었다. 곧 후삼국시대 견훤과 궁예, 왕건 등이 모두 삼한통일의 대의를 위해 서로 전쟁을 했듯이 북한의 지도부가 시도한 통일전쟁이었다(베트남전쟁의 성격과 유사).
이라고 기고함으로써 또다시 친북 논란을 불러 일으켰다. 이에 당시 검찰은 그를 또다시 국가보안법 위반 혐의로 구속 수사하려고 했다. 그러나 천정배 법무부 장관이 대한민국 헌정 사상 처음으로 검찰에 대해 수사지휘권을 발동해 검찰 총장에게 불구속 수사를 하게 함으로써 구속하지 못했다. 김종빈 검찰 총장은 이에 반발하여 사임했다.
그가 기고한 글로 인해 친북 논란이 일고, 결국 검찰에 기소까지 되자 동국대학교는 2006년 2월 8일자로 그를 직위 해제하여 교수직은 유지하지만 강의는 배정받지 않고 있다. 2005년 10월 강정구는 '극우 수구단체에서 학문의 자유를 침해한다'고 비판하였으며, '학술 자유의 걸림돌로 보통 사람의 접근을 원천적으로 봉쇄하는 학문신비주의'를 예로 들면서 "민중과 결합하지 않고 고고만 엘리트로서 그들만의 고준담론을 펼쳐서는 안된다"고 비판 하였다.
2006년 3월 8일 동국대학교 교정에서 야외천막 강연을 준비하였다가 국민행동본부·자유넷·자유수호국민운동 등 10여개 보수단체 소속회원들의 물리적 충돌로 무산되고 장소를 이동하여 강연하였다.
언론 활동으로는 한겨레 신문과 데일리 서프라이즈 등에 기고활동을 하였다.

## 논란

### 공산주의 발언 논란
- 2005년 9월 30일 한반도 정세 토론회에서 "6·25전쟁은 통일 내전 광복 후 공산주의를 택했어야 했다"는 발언을 했다. 또한 "6·25전쟁에 미국이 개입하지 않았으면 한 달 안에 전쟁은 끝났고 인명 피해는 1만 명 이하였을 것"이라는 발언을 하기도 했다. 이 발언에 대해 보수진영뿐만 아니라 일부 진보진영에서도 6.25전쟁의 책임을 도외시한 위험한 주장"이라는 비판을 받았다.[6] 이에 대해 강정구는 민주노동당 인터넷 기관지 판갈이에 실은 칼럼을 통해 “진보 진영의 비판은 얼치기”라고 반박했다. 이에 대해 강교수가 속한 동국대는 비상대책회의를 열고 "학생 모두를 친북반미로 몰아 사회 진출을 막을 것이냐는 계속된 항의 등으로 암담함을 느낀다"며 강교수 발언에 유감의 뜻을 표했다[7]
- 이에 대해 강원용은 2005년 10월 20일 특별 기자회견에서 "대학교수가 대한민국 땅에서 해서는 안 될 말을 했다. 미군이 개입하지 않았다면 전쟁도 빨리 끝나고 통일도 됐을 것이라는 주장을 북한에서는 할 수 있을 것이다. 나는 6·25전쟁 때 시골에서 구덩이를 파고 거기 숨어서 지냈다. 유엔군이 인천에 상륙해 들어온다는 소식에 그때 구덩이 속에 함께 있던 사람들이 일시에 일어서서 춤을 췄다. 이런 기억을 갖고 있는 사람들이 있는 대한민국 땅에서는 그렇게 말할 수 없는 것이다."라며 강정구를 비판했다.[8]

### 친일파 문제 논란
- 2005년 9월 30일 서울대학교에서 열린 ‘민주화를 위한 전국교수협의회’ 주최 토론회에서 "한·미동맹이 없었다면 친일파 후예들이 정치사에 발붙일 수 없었다"고 하였다.[9] 그리고 친일파후예의 대표적 사례로 조 전 대표와 박관용(朴寬用) 전 국회의장, 한나라당 박근혜(朴槿惠) 대표, 열린우리당 신기남(辛基南) 의원 등을 언급했다.[9]
- 조병옥 등이 친일파로 언급되자, 2005년 10월 16일 조병옥의 아들, 국회의원 조순형은 강정구를 부친인 유석 조병옥(維石 趙炳玉) 박사를 친일파로 거론한 동국대 강정구 교수를 사자(死者) 명예훼손 등의 혐의로 서울중앙지검에 고소하겠다고 언론에 발표[9], '조병옥 선생 기념사업회'와 함께 17일 제출할 고소장에서 "고 조병옥 박사는 일제강점기에 광주학생 항일운동과 흥사단사건 등으로 5년여의 옥고를 치러 건국훈장 독립장을 받았다"며 "강 교수의 허위 발언으로 그의 명예를 훼손했다"고 언론에 발표했다.[9]

### 미국 주적 논란
인터넷신문 ‘데일리서프라이즈’에 올린 기고문에서 “북한이 한반도 전쟁의 주범이나 주적이 아니라 미국이 바로 주범이고 주적”이라며 “전쟁주범이면서 주적인 미국에게 한미동맹과 한미공조 운운하면서 도움을 요청하는 것은 도둑에게 곳간 열쇠를 맡기는 것과 같은 자살행위”라고 주장해 논란이 일었다.

### 심야토론 사생활 보도 논란
2005년 10월 14일 'KBS 심야토론'에서 한 패널이 한 발언에 대해 강정구의 배우자가 생방송 도중 전화를 걸어 사과를 요구하였다. 14일 밤 방송된 'KBS 심야토론'의 '강정구 교수 사법처리 논란' 편에서 패널 중한 명으로 참여한 강용석 변호사는 강 교수 두 아들의 직업과 군 경력을 두고 비판적인 견해를 내놓았다. 토론에서 변호사 강용석은 미국에서 로스쿨을 졸업하고 로펌(법률회사)에 다니는 강정구의 장남을 지목하며 "강 교수의 큰아들이 다니는 로펌은 강 교수의 시각에서 보면 미제국주의와 자본주의를 전파하는 첨병이라고 볼 수 있다"고 말했고, 카투사에서 군복무한 둘째 아들에 대해서는 "'미국은 학살자'라면서 둘째 아들은 왜 카투사에 보냈느냐"며 따져 물었다. 이에 대해 강정구의 배우자는 제작진에게 전화를 걸어 "(강 변호사의 발언은)명백한 인신공격"이라면서 "사과하지 않으면 소송도 마다하지 않겠다"는 뜻을 전했다. 진행자 정관용은 이런 내용을 강용석에게 전했지만 강용석은 사과할 뜻이 없다고 밝혔다.

### 법원의 판결
2006년 5월 26일 법원은 징역 2년에 집행유예 3년, 자격정지 2년을 선고 했다. 6·25 통일전쟁론’을 편 데 대해 법원은 “북한의 대남 적화혁명론에 동조하는 적극적이고 공격적인 주장에 해당한다. 자극적 표현으로 국가의 존립과 안전을 해칠 수 있는 선동적 표현을 한 데 대해 엄격한 사법적 판단이 필요하다”고 심판했다. 이에 대해 보수단체는 더 강한 처벌이 필요하다고 주장했고 진보단체는 국가보안법 폐지를 주장하면서 충돌을 빚었다. 2007년 11월 13일에 내려진 항소심에서도 법원은 같은 판결을 내렸다.

## 기타
- 한국의 1990년·2000년대의 대표적 반공 논객인 조갑제(趙甲濟)와 부산고등학교 동기동창이다.[15][16]
- 한국기독교장로회 향린교회에 출석하였다.

## 저서
- 《분단과 전쟁의 한국현대사》
- 《현대 한국사회의 이해와 전망/한울》, 2000
- 《우리에게 미국은 무엇인가》
- 《민족의 생명권과 통일/당대》, 2002.

## 같이 보기
| - 좌파 민족주의 - 한국기독교장로회 - 향린교회 - 동국대학교 - 국가보안법 - 한상렬 - 문익환 - 임수경 - 김완섭 - 함석헌 | - 강만길 - 강희남 - 권중희 - 송두율 - 오종렬 - 윤기권 - 한홍구 - 서중석 - 반전 운동 | - 진중권 - 지만원 - 조갑제 - 한승조 |

## 참조
1. 1 2  강정구 교수는?…통일운동 앞장선 진보 사회학자(경향신문) 2006년 5월 26일자
2. ↑  강정구 (2005년 7월 27일). “맥아더를 알기나 하나요? - 맥아더에 대한 짝사랑, 더 이상 적절치 않다”. 데일리서프라이즈. 2007년 9월 28일에 원본 문서에서 보존된 문서. 2006년 12월 12일에 확인함.
3. ↑  안윤학 기자 (2006년 2월 8일). “직위해제 강정구 "법적 대응 하겠다"”. 오마이뉴스. 2006년 12월 12일에 확인함.
4. ↑  [http://www.kukinews.com/news/article/view.asp?page=1&gCode=soc&arcid=0919959021&code=41121311%5B깨진+링크(과거+내용+찾기)%5D [쿠키뉴스] 갓 구워낸 바삭바삭한 뉴스][깨진 링크(과거 내용 찾기)]
5. ↑  때리고, 부수고... 폭력으로 무산된 천막강의 - 오마이뉴스
6. ↑  ‘강정구 발언’ 논란…일부 진보진영도 “姜교수 아주 위험" 동아일보
7. ↑  동국大 "강교수 발언 심히 유감"[깨진 링크(과거 내용 찾기)] 한국일보
8. ↑  ('정체성 혼란' 한국號 어디로 가나)강원용 목사에게 듣는다 동아일보 2005년 10월 20일자
9. 1 2 3 4  조순형 “부친 조병옥박사 친일파 매도… 姜교수 고소”[깨진 링크(과거 내용 찾기)] 동아일보 2005-10-17일자 기사
10. ↑  강정구 "한국의 주적은 미국" '망언' :: 네이버 뉴스
11. 1 2 3 4  姜교수 부인 방송중 사과 요구 놓고 논란[깨진 링크(과거 내용 찾기)] 동아일보 2005-10-17
12. ↑  ‘강정구 적화혁명론’과 법원의 유죄선고 문화일보
13. ↑  강정구 교수 집행유예…법원밖에서 진보보수 단체 실랑이 쿠키뉴스
14. ↑  강정구 동국대 교수 항소심도 집유3년 :: 네이버 뉴스
15. ↑  강정구-조갑제, 알고보니 부산高 동기동창 보관됨 2005-12-17 - 웨이백 머신 동아일보 2005년 10월 14일자 기사
16. ↑  극과 극은 통한다? 조갑제-강정구 알고보니 고교 동창 중앙일보 2005년 10월 24일자 기사